# Быков, Михаил Никифорович
Михаил Никифорович Быков (10 сентября 1914 — 13 сентября 1944) — командир мотострелкового батальона 28-й гвардейской мотострелковой бригады (8-й гвардейский танковый корпус, 2-я танковая армия, 1-й Белорусский фронт), Герой Советского Союза (1944), гвардии майор.

## Биография
Родился в селе Каликино (ныне — Добровского района Липецкой области) в семье крестьянина. Русский.
В родном селе окончил начальную школу. До 1936 года жил в городе Сердобск (Пензенская область), окончил 7 классов, работал грузчиком на заводе «Союзформлитье».
В 1936—1938 годах проходил срочную службу в Красной Армии. После демобилизации работал диспетчером гаража на заводе «Свободный Сокол» в городе Липецк. А потом вернулся в родное село, был заместителем председателя колхоза.
С 1940 года вновь в армии. В том же году окончил Тамбовское военное пехотное училище.

### Участие вВеликой Отечественной войне
Сражался под Харьковом и Сталинградом. К лету 1944 года гвардии майор Быков командовал 2-м мотострелковым батальоном 28-й гвардейской мотострелковой бригады. Особо отличился в боях за освобождение Польши.
В июле 1944 года мотострелковый батальон, которым командовал гвардии майор Быков, в боях за город Люблин нанес большие потери противнику в живой силе и технике, уничтожив более 720 гитлеровских солдат и офицеров. В бою в районе населенного пункта Парысув фланговыми ударами подразделения батальона обошли укрепления противника и отрезали ему пути к отступлению. Через два часа боя гарнизон фашистов, насчитывавший почти тысячу человек и 100 противотанковых пушек, был разгромлен. За время этого скоротечного боя бойцы Быкова уничтожили 280 солдат и офицеров противника, взяли 60 фашистов в плен, захватили 3 рации и несколько станковых пулемётов.
3 августа в бою на подступах к Варшаве батальон внезапной атакой захватил важную высоту 107,3. Закрепившись на новых позициях, бойцы в течение суток отбили 7 контратак противника, уничтожив при этом до роты гитлеровцев и 3 тяжёлых танка. Всего за время наступательных боёв батальоном были нанесены потери противнику: уничтожено 1157 солдат и офицеров, пулеметов — 40, орудий — 6, танков 3, бронемашин — 4, мехтранспорта — 66 и много другого вооружения. Захвачено большое количество трофеев.
8 августа 1944 года гвардии майор Быков был представлен к присвоению звания Герой Советского Союза.
Вскоре боевой офицер был назначен заместителем командира 28-й гвардейской мотострелковой бригады. Высокие награды родины Герой получить не успел. Погиб в бою 13 сентября 1944 года. Был похоронен в городе Миньск-Мазовецки (Мазовецкое воеводство, Польша), позднее перезахоронен на Центральном воинском кладбище в городе Варшава (Польша).
Указом Президиума Верховного Совета СССР от 26 сентября 1944 года за «образцовое выполнение боевых заданий командования на фронте борьбы с немецкими захватчиками и проявленные при этом отвагу и геройство» гвардии майору Быкову Михаилу Никифоровичу присвоено звание Героя Советского Союза.

## Награды и звания
- Герой Советского Союза (26.9.1944)
- Орден Ленина
- Два Ордена Красного Знамени
- Орден Отечественной войны I степени
- Орден Красной Звезды
- Медали

## Память
- На родине в селе Каликино именем М. Н. Быкова названы улица и школа, на площади перед зданием школы установлен бюст.
- В городе Сердобск в честь Героя названа улица, на аллее Героев установлен бюст.
- В Марьина Горка (Беларусь). Мемориал в честь 8-й Гвардейской Краснознаменной танковой дивизии. Один из памятных знаков посвящён Герою.

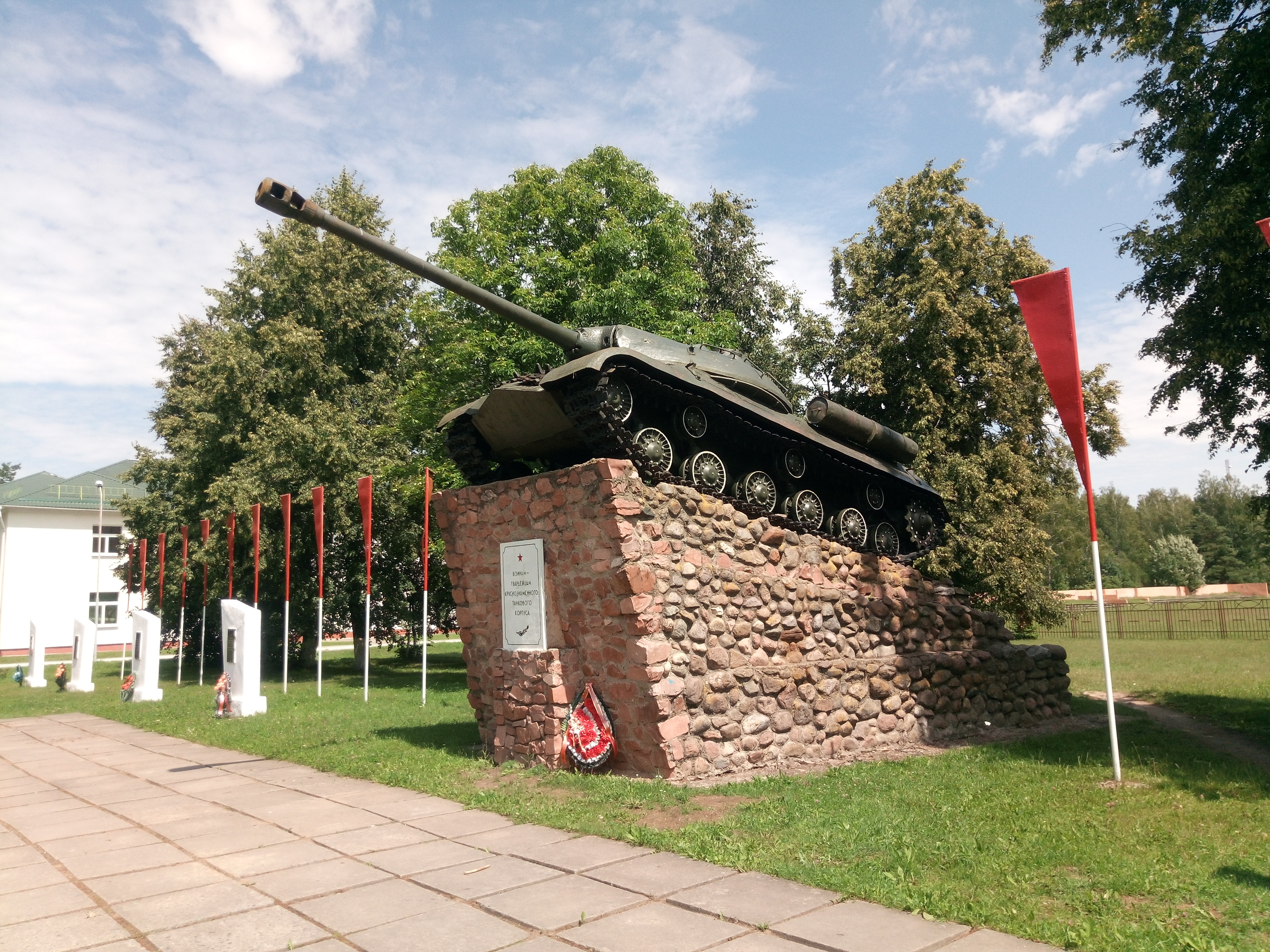
Марьина Горка. Памятник воинам-гвардейцам Краснознамённого танкового корпуса.
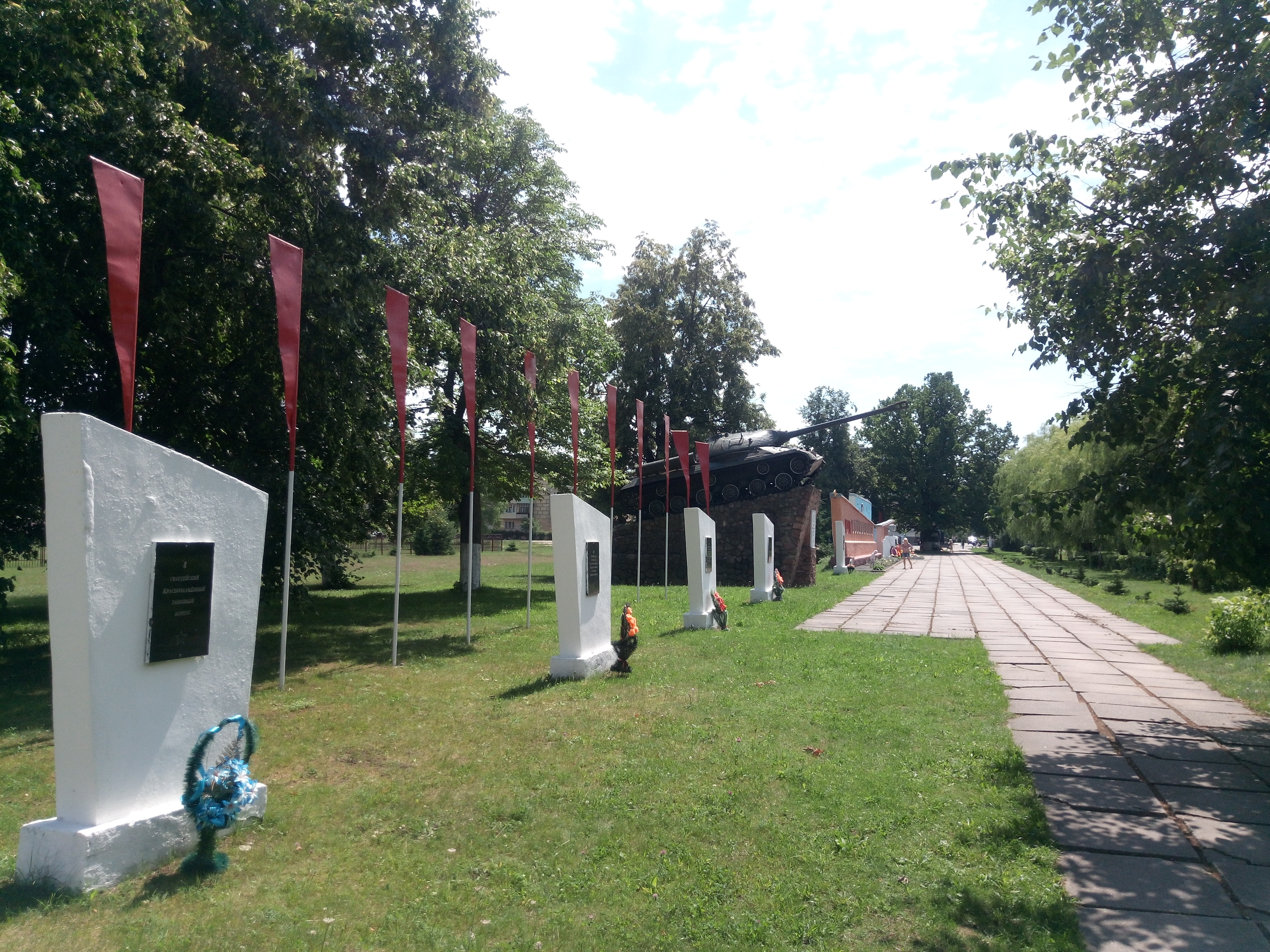
Марьина Горка. Мемориал 8-й танковой дивизии.
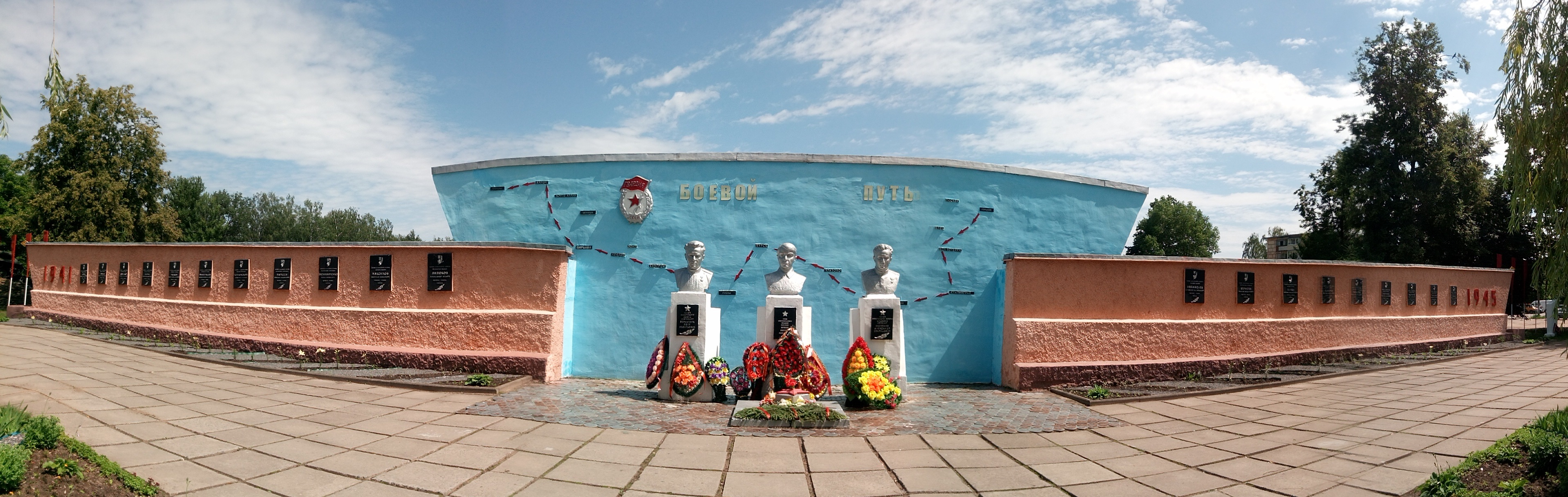
Марьина Горка. Мемориал 8-й танковой дивизии.
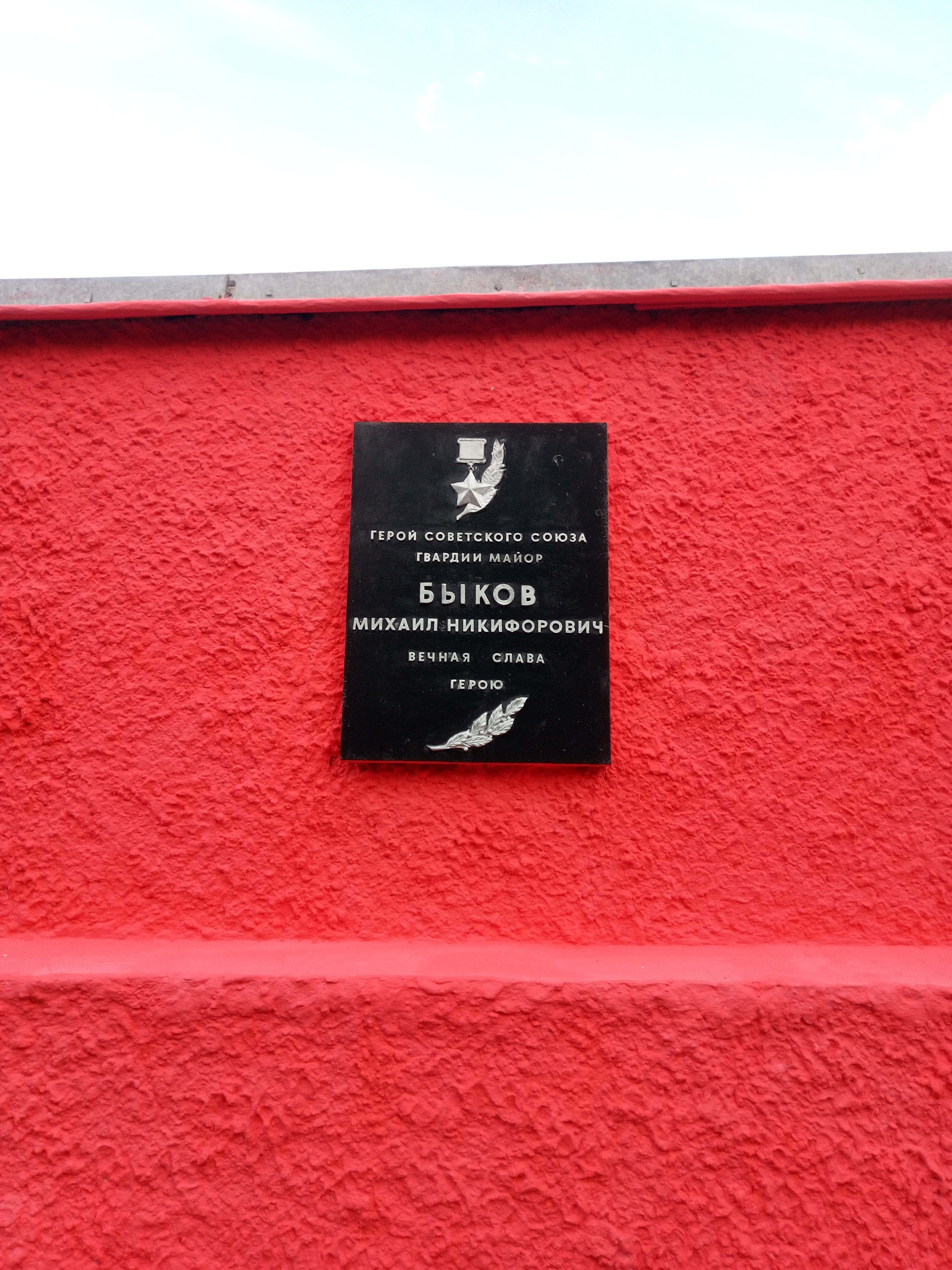
Марьина Горка. Мемориал 8-й танковой дивизии. Памятная доска.